# 岩本賢太郎
岩本 賢太郎（いわもと けんたろう、1923年5月31日 - 2007年8月21日）は、日本の実業家。日本石油社長を務めた。

## 来歴
山口県下松市出身。1951年に東京大学を卒業して、日本石油に入社した。
1977年より取締役勤労部長となり、1982年に常務を経て、1988年に社長に就任。1992年まで務めた。1974年から1976年まで、野球部の部長も経験している。
2007年8月21日、心不全により川崎市内の病院で死去。